# True Hearts Are More Than Coronets
True Hearts Are More Than Coronets è un cortometraggio muto del 1908. Il nome del regista non viene riportato nei credit del film.

## Produzione
Il film fu prodotto dalla Vitagraph Company of America.

## Distribuzione
Distribuito dalla Vitagraph Company of America, il film - un cortometraggio di 139 metri - uscì nelle sale cinematografiche statunitensi il 25 aprile 1908.
Nelle proiezioni, veniva programmato con il sistema dello split reel, accorpato in un'unica bobina con un altro cortometraggio prodotto dalla Vitagraph, The Airship; or, 100 Years Hence.